# Mary Perth
Mary Perth, född 1740, död 1813, var en afrikansk kolonist.  
Hon var född som slav och köptes 1768 av John Willoughby i Norfolk i Virginia, hos vilken hon var husslav. Hon hade tre döttrar och var ivrig metodist. Under amerikanska frihetskriget ställdes sig hennes ägare på britternas sida och lät 1776 evakuera sina slavar med guvernör Lord Dunmore då han hotades med konfiskation och som lojalist hade rätt att få sin egendom beskyddad av britterna. Hon evakuerades med britterna till New York. I New York levde slavarna i praktiken fritt under överinseende av den brittiska armén. Hon gifte sig med en annan före detta slav, Caesar Perth, som också var en evakuerad slav från Virginia. Vid freden 1781 förklarades att alla slavar som anslutit sig till britterna före 1781 var fria brittiska medborgare, och familjen evakuerades till Nova Scotia. 
Familjen emigrerade till Freetown 1792, där de byggde upp en gård. Kolonin var på den tiden liten och fattig och full av epidemier, helt dominerad av Sierra Leone Company. Hon blev änka 1793, och öppnade då värdshus i den gård maken byggt. Vid sidan av Sophia Small, Martha Hazeley, John Cuthbert, Robert Keeling och James Reid tillhörde Mary Perth de kolonister som fick tillstånd av kompaniet att köpa varor från kompaniet och sälja dem i affärer de öppnade och därmed starta företag och bygga upp ett privat näringsliv i kolonin. Hon sålde varor på framsidan av sitt hus, serverade mat och hyrde ut rum, och uppnådde viss framgång. 
När franska flottan brände Freetown i september 1794, räddade hon guvernör Zachary Macaulays 24 afrikanska fosterbarn när hon passerade guvernörshuset på sin väg ut ur staden till hövdingen Pa Dembas beskydd (guvernören själv var då fången på ett franskt skepp) för vilket hon hyllades som hjälte av guvernören. Han gjorde henne till hushållerska på guvernörsresidenset och gav henne ansvaret för kolonins skolbarn, som sattes i skola i residenset (hon var dock inte lärare, utan ett slags fostermor och föreståndare). Hon var en framträdande figur i metodistförsamlingen under predikanten John Clarkson, som beskrev henne i Evangelical Magazine, och kallade henne “one militant saint” och predikant. Hon fortsatte parallellt att sköta sitt värdshus- och affär, och hade anställda i sin verksamhet. 1798 hade hon dock hamnat i konflikt med guvernören, som beskrev henne som “vain, worldly, and arrogant, harsh and violent in her tempers, little careful of the means of finally swelling the store and little attentive to discharge the duties to the children under her care", vilket han delvis skyllde på att hennes ekonomiska framgång. 
När Macaulay återvände till England följde hon med som fostermor för hans 24 afrikanska fosterbarn, som han tog med sig, och fortsatte ta hand om dem i England i Clapham. Hon återvände till Sierra Leone i december 1801. Hon fortsatte driva sitt värdshus för kompaniets och missionens anställda. Hon nämns vid sitt omgifte 13 februari 1806. 